# Kara Mustafa

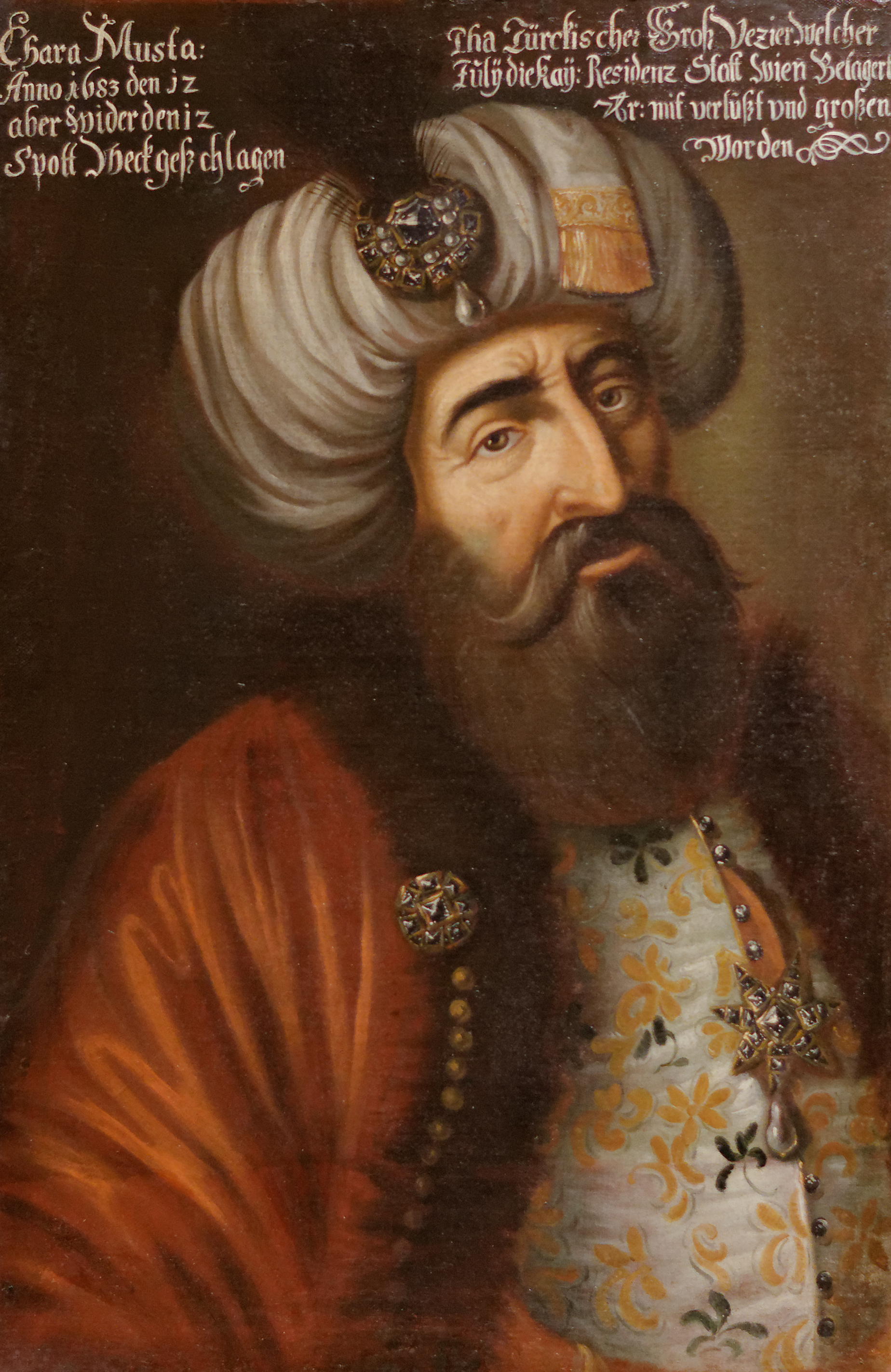
Kara Mustafa

Kara Mustafa (”Svarte Mustafa”), född cirka 1634, död 25 december 1683, var osmansk storvisir av albansk härkomst på 1680-talet. 
Efter att ha utan framgång fört krig mot Ryssland 1676–1681 så ryckte han mot Wien 1683 för att befästa Thökölys
makt som turkisk vasallkonung i Ungern, med en här av omkring 160 000 man. Från juli till september samma år belägrade han Österrikes huvudstad, men tvingades upphäva belägringen (se slaget vid Wien) sedan han 12 september vid Kahlenberg blivit i grund slagen av en polsk-tysk här under Johan Sobieski och Karl av Lothringen. Efter ett nytt nederlag vid Parkany 9 oktober under återtåget avrättades han av janitsjarerna i Belgrad med ett av sultanen skickat silkesnöre den 25 december samma år. Hans sista ord var ”knyt knuten ordentligt”.